# Gare de Quesnoy-le-Montant
Ne doit pas être confondu avec Gare de Quesnoy-sur-Deûle ou Gare du Quesnoy.
La gare de Quesnoy-le-Montant est une gare ferroviaire française fermée de la ligne d'Abbeville à Eu, située sur le territoire de la commune de Quesnoy-le-Montant, dans le département de la Somme, en région Hauts-de-France.
C'était une halte ferroviaire de la Société nationale des chemins de fer français (SNCF), desservie par des trains TER Hauts-de-France jusqu'à la fermeture de la ligne en 2018.

## Situation ferroviaire
Établie à 22 mètres d'altitude, la gare de Quesnoy-le-Montant est située au point kilométrique (PK) 186,636 de la ligne d'Abbeville à Eu (fermée), entre les gares fermées de Cahon et d'Acheux - Franleu.

## Histoire
En 1973, la gare dispose de deux voies (dont une d'évitement) à quai, ce qui permet les croisements de trains.
En 2010, des travaux de rénovation sont effectués dans le cadre d'un « chantier d'insertion » initié par la SNCF.
En mai 2018, la ligne est fermée ; le trafic ferroviaire est remplacé par une substitution routière.

## Patrimoine ferroviaire
Le bâtiment voyageurs, vendu à un particulier, est reconverti en habitation.

## Au cinéma
La gare apparaît dans le film À deux heures de Paris[réf. nécessaire] (réalisé en 2018 par Virginie Verrier).